# Rafael Torres Campos
Rafael Torres Campos (Almería, 24 de abril de 1853-París, 26 de octubre de 1904) fue un geógrafo español. Su labor toma especial relevancia por cuanto significó la introducción de las modernas corrientes geográficas europeas y americanas en España y en especial de la moderna geografía francesa. Así mismo, su dilatada dedicación a la enseñanza de esta disciplina conllevará la creación de un cuerpo de ideas y métodos que han servido de influencia e inspiración a posteriores geógrafos.

## Biografía

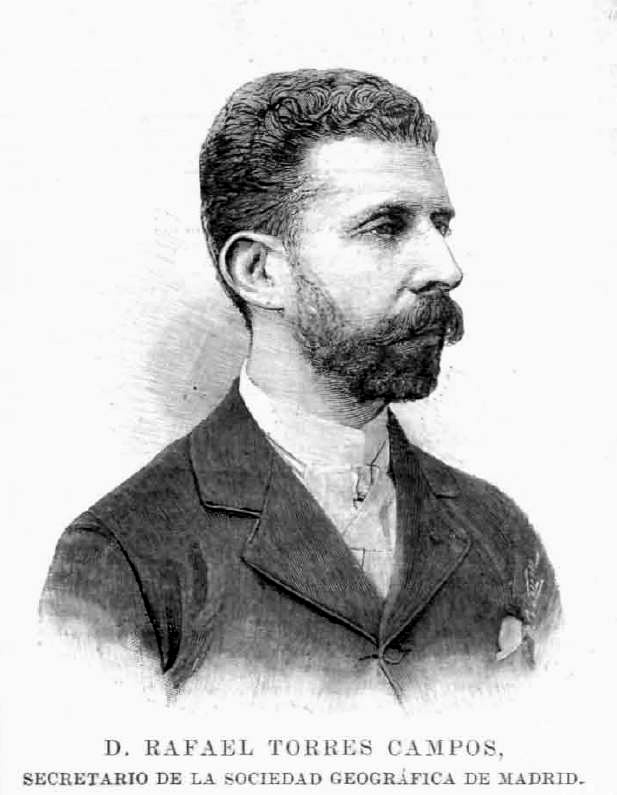
Retratado en La Ilustración Española y Americana (1892)

Nació en la almeriense calle Trajano el 24 de abril de 1853. Fue padre del arabista Leopoldo Torres Balbás y hermano del insigne jurista Manuel Torres Campos.
Ingresó en la Real Academia de la Historia el 22 de diciembre de 1901. Falleció en París el 26 de octubre de 1904.

## Ideas científicas y pensamiento geográfico
El contacto de Torres Campos con la filosofía krausista primero, y con la Institución Libre de Enseñanza después, van a influir notablemente en su concepción del mundo y por extensión en sus consideraciones sobre la Geografía. En este sentido, y siguiendo las directrices institucionistas, la Geografía es para Torres Campos un conocimiento educador, de educación interior y de educación social: de educación interior, por cuanto el contacto con lo geográfico, la naturaleza y el paisaje, sirven para reconocer el código ético del comportamiento humano, ya que, en palabras suyas: «ensancha las ideas y nos da justa noción de nuestra situación y nuestro valor en el mundo, investigando las causas físicas, topográficas y etnográficas que influyen en la marcha de la humanidad y en sus progresos»; de educación social porque «es, además de esto -continua diciendo Torres Campos-, ciencia que guía la evolución práctica de los pueblos, sirve para resolver problemas sociales y enseña a sacar partido del planeta.»
De ahí su preocupación por articular una metodología geográfica que, necesitada de una renovación, dejase de ser tomada de los manuales y «sea –señala- de cosas y no de palabras y términos repetidos sin comprenderlos;... no valen muchas lecciones lo que cualquier viaje» (Torres Campos, 1882, p. 9). Un referente más para documentar el origen de las excursiones escolares y los viajes de estudio en el método educativo de la ILE, es decir: comprender in situ las instituciones de los pueblos y su organización social, sin descuidar el lado estético de la educación.

## Obras
- Conferencia sobre viajes escolares, Madrid, Imprenta de Fortanet, 1882, 55 págs.
- La reforma en la enseñanza de la mujer y la reorganización de la Escuela Normal Central de Maestras, Madrid, Establecimiento Tipográfico de “El Correo”, 1884, 46 págs.
- Estudios geográficos, Prólogo de Francisco Coello, con los siguientes artículos: "La campaña contra la esclavitud y los deberes de España en África", págs. 1-36, "El Congreso y la Exposición de Geografía de París en 1889", págs. 37-78, "Portugal e Inglaterra en el África Austral", págs. 79-124, "El reparto de África según los últimos tratados", págs. 125-177, "Los problemas del Mediterráneo", págs. 178-212, "El Congreso y la Exposición de Geografía de Berna", págs. 213-278, "La cuestión de Melilla", págs. 279-330, "Nuestros ríos", págs. 331-416, "Recuerdos de la montaña", págs. 417-432 y "Un viaje al Pirineo", págs. 433-469, Madrid, Establecimiento Tipográfico de Fortanet, 1895.